# Josef Uridil
Josef Uridil (Bécs, 1895. december 24. – Bécs, 1962. május 20.), osztrák válogatott labdarúgó, edző.
Constantin Rădulescuval közösen irányította a román válogatottat az 1934-es labdarúgó-világbajnokságon.

## Sikerei, díjai

### Játékosként
Rapid Wien
- Osztrák bajnok (5): 1915–16, 1918–19, 1919–20, 1920–21, 1922–23
- Osztrák kupagyőztes (2): 1918–19, 1919–20

Egyéni
- Az osztrák bajnokság gólkirálya (3): 1918–19, 1919–20, 1920–21

### Edzőként
Rapid Wien
- Osztrák bajnok (1): 1953–54